# 罗彻斯特剃刀鲨队
罗彻斯特剃刀鲨队（英語：Rochester Razorsharks）是新美国篮球协会的一支球队，球队设在纽约州的罗彻斯特。

## 历史

### 2005-2006赛季
罗彻斯特剃刀鲨队成立于2005年，是ABA联盟的一支职业篮球队，球队的主体育场是罗彻斯特的蓝十字球馆，剃刀鲨队在联盟的第一个赛季非常成功，球队的首个常规赛中取得26胜4负的佳绩，排在ABA联盟第一，并且获得了职业篮球新闻网站ProBasketBallNews.com评选出来的十大小联盟篮球队。球队的上座率也是ABA联盟最好的。球队常规赛上座率最高的一场和印第安那的比赛中吸引了6,192位观众。
正因为球队票房的成功，所以罗彻斯特取得了2006年ABA季候赛(Great Eight Tournament)的主办权，3月26日在蓝十字球馆，罗彻斯特剃刀鲨队以117-114战胜南加州传奇取得了联盟总冠军，在场观众也创记录的达到了6,377人。
剃刀鲨队得夺冠延续了罗彻斯特地区篮球队的传统: 罗彻斯特皇家队在1945/46赛季球队参加NBA的第一个赛季就夺得了NBA总冠军头衔，还有罗彻斯特顶点队在球队参加大陆篮球协会的1978/79处女赛季中夺得了联盟的桂冠。

### 2006-2007赛季
经过第一个“淡季” 剃刀鲨队向卫冕ABA总冠军迈出了重要的一步，建立了一个球队未来的规划，和主教练Rod Baker再次签订了一份多年的合同。协议报告据说是一份两年的合同，这样这位2005/06赛季ABA最佳教练将在罗彻斯特执教到2007/08赛季。
尽管球队2006赛季最有价值球员克里斯·卡拉维尔(Chris Carrawell)远渡荷兰联赛，剃刀鲨队重整了球队，签下了多位关键球队比如可以司职中锋/前锋位置的麦克·马克尔(Mike Mackell)，上赛季中途签下的摇摆人里基·普莱斯(Ricky Price)。
球队在新赛季已开始就取得了客场两连胜的开门红，随后回到主场的剃刀鲨队在2006年11月16日周三进行了新赛季球队的第一个主场，球队以107-93击退了到访的布法罗银背大猩猩队(Buffalo Silverbacks)
之后在11月18日周六，ABA联盟执行官约翰·塞利(John Salley)向公众展示了球队球员和全体成员的总冠军戒指，并将2005/06赛季的总冠军旗挂入了蓝十字球馆，在随后的比赛中球队124-114击败了马里兰夜鹰队(Maryland Nighthawks)。
在2006年11月28日罗彻斯特剃刀鲨队主场以92-88战胜了来访的科德角狂暴队，这场胜利使得球队创造了24场主场比赛连胜的记录，这一纪录也一举超过了1949/50赛季的罗彻斯特皇家队和1978/79赛季的罗彻斯特顶点队，并且在这场比赛吸引了7,858名观众，这一人数也打破了球队的观众纪录。

## 历年成绩

### 2005/06赛季战绩
| 常规赛   |    |       |                                     |                                     |
| 胜       | 负 | 胜率  | 联赛排名                            | 分区排名                            |
| 26       | 4  | 86.7% | 第一 - ABA                          | 第一 - 康尼·霍金斯分区              |
| Playoffs |    |       |                                     |                                     |
| 胜       | 负 | 胜率  | 最终成绩                            | 最终成绩                            |
| 4        | 0  | 100%  | 赢得ABA总冠军头衔 (击败 南加州传奇) | 赢得ABA总冠军头衔 (击败 南加州传奇) |

#### 球队领袖
-场均得分: James Reaves: 18.4分
-场均篮板: James Reaves: 7.6个
-场均助攻: Lazarus Sims: 6.2次

### 2006/07赛季战绩
| 胜 | 负 | 胜率  |
| -- | -- | ----- |
| 11 | 4  | 69.2% |

## 球队大名单

### 2006/07赛季
- 03 - Lazarus Sims - 后卫
- 05 - John Halas- 后卫
- 13 - Keith Friel - 后卫
- 15 - Kevin Peters - 后卫
- 20 - Demond Stewart - 后卫
- 23 - Jamal Nichols - 前锋
- 25 - Nigel Moore - 后卫
- 32 - Brian Edwards - 前锋
- 33 - Eric Coley - 后卫
- 34 - Framecio Little - 前锋
- 35 - James "Mook" Reaves - 前锋
- 44 - Alvin Jefferson - 前锋
- 45 - Mike Mackell - 前锋/中锋
- 55 - Ricky Price - 后卫/前锋

### 管理层
- 球队拥有人- 塞弗·瑞纳克 (Sev Hrywnak)
- 总经理 - 奥利斯特·瑞纳克 (Orest Hrywnak)
- 主教练 - 洛德·贝克 (Rod Baker)

## 外部联赛
- Official Website （页面存档备份，存于）
- Great Eight Tournament